# Berlier
Berlier je priimek več oseb:    
- Jean-Baptiste Berlier, francoski inženir in izumitelj
- Marie-Jean-Baptiste-Hippolyte Berlier, nigerski rimskokatoliški škof